# Raszyni csata

A csata térképe

A  Raszyni csata 1809. április 19-én zajlott le a franciák által létrehozott Varsói Hercegség Józef Antoni Poniatowski vezette seregei és a Habsburg–Estei Ferdinánd Károly József főherceg vezette osztrák-szász hadak között, az ötödik koalíciós háború során.

## Előzmények
A 1807. július 8-án aláírt francia-orosz szerződésben az Orosz Birodalom elismerte  a Varsói Hercegséget, és Danzig szabad város státuszát.
Az osztrák hadsereg 1809 áprilisában a főherceg vezetésével megszállta a Varsói Hercegséget. A lengyel csapatok Józef Antoni Poniatowski herceg vezetésével ellenálltak Varsó ellen indított osztrák támadásnak, Radzyminnál legyőzték az osztrák erőket, és visszafoglalták Krakkó és Lemberg környékét a formálódó Lengyelország számára. Az osztrákok és szászok a közeli falvak, Góra és Grochów környékén próbáltak visszavágni.

## A csata
A csatatéren a terepet számos falu uralta, valamint a Utrata folyó , amely áprilisban átkelésre alkalmatlan. Az egyetlen módja annak, hogy valamelyik sereg átkeljen a folyón : Raszyn, Dawidy vagy Michalowice tavai, amely mind a lengyelek ellenőrzése alatt álltak.
Miután az előkészítő ágyútűz délután délután 2 órakor elkezdődött, az osztrák gyalogság megtámadta a mintegy 1500 fős lengyel védelmet. A lengyelek fokozatosan átengedték a terepet a támadóknak. Az osztrákok megpróbálták  átkarolni a jaworowai lengyel állásokat, de nem értek el sikert. Miután délután 4-kor Falenty falut elfoglalták, Poniatowski ellentámadást indított, amellyel kiűzte az osztrákokat a városból, és megerősítette a lengyel védővonalakat. Kb. délután 5 órakor kombinált támadást indítottak Raszyn ellen. Visszaverték a szász egységeket, akiket az osztrákok erősítésnek szántak. Este 7-re körülfogták a települést, de a falu utolsó házain képtelenek voltak túljutni. A lengyelek ismét ellentámadást indítottak, és este 9 órakor órakor és kiűzték az osztrákokat Raszynból, de a töltést nem tudták elfoglalni. A küzdelem este 10-ig tartott, amikor a lengyelek elhagyták a csatateret.

## Következmények
A csata után osztrák-szász hadsereg visszavonult a mocsarak másik oldalára. Józef Poniatowski herceg visszavonult haderejével Varsó felé. Mivel azonban a város erődítményei nagyon rossz állapotban voltak, és a szász expedíciós erő visszavonult saját földjére, Poniatowski úgy határozott, hogy elhagyja Varsót, és visszavonul a közelben található többi erődítménybe (leginkább a Modlin és Serock erődjeibe). A főváros csak kis ellenállást tanúsított, de ez csak pirrhuszi győzelem volt, az osztrák  parancsnok más frontokra irányította át legfőbb erőit. A következő hetekben Nagy-Lengyelországot Henryk Dabrowski hadserege védte és a lengyel lovasság elfoglalta Lemberget. Végül Poniatowski csak egy kis haderőt hagyott Varsó közelében, hogy megakadályozza, hogy az osztrákok elhagyják a várost, a többi erőivel dél felé mozgott, hogy megelőzze Krakkó elfoglalását.
1809. október 14-én aláírták a schönbrunni békét Ausztria és Franciaország között. Ennek értelmében Ausztria elvesztette mintegy területének 50 000 négyzetkilométernyi részét, több mint 1 900 000 főnyi lakossággal. Az elcsatolt területeket a Varsói Hercegség kapta, beleértve Zamość és Krakkó területét. Frigyes Ágost szász király, mint Varsó uralkodó hercege megkapta a wieliczkai sóbányák jövedelemének 50%-át is.
Józef Antoni Poniatowski megkapta a Francia Becsületrend nagy Sas-érdemrendjét, a becsület kardját és egy dzsidás csákót.

## Fordítás
- Ez a szócikk részben vagy egészben  a   Battle of Raszyn (1809) című angol Wikipédia-szócikk fordításán alapul.  Az eredeti cikk szerkesztőit annak laptörténete sorolja fel. Ez a jelzés csupán a megfogalmazás eredetét és a szerzői jogokat jelzi, nem szolgál a cikkben szereplő információk forrásmegjelöléseként.